# Дебелцово
Дебелцòво е село в Северна България, община Севлиево, област Габрово.

## География
Село Дебелцово се намира на около 8 km северно от град Севлиево. Разположено е в северните разклонения на Севлиевските височини, на около 1,5 km западно от основната част на езерото на язовир „Александър Стамболийски“, около 1,5 km северно от залятата от язовирните води тясна долина на река Росица (част от язовира с дължина около 12 km) преди навлизането ѝ в основното езеро и южно от река Магъра (Бравец). Надморската височина в центъра на селото е около 400 m.
Общинският път до селото е северно отклонение от третокласния републикански път III-403 в участъка му на северозапад от Севлиево към село Кормянско, към 2012 г. в по-голямата си част неасфалтирано.
Село Дебелцово, наброявало 977 души при преброяването към 1934 г., остава без население към 1975 и 1985 г., отново е без население към 2011 г., а към 2020 г. наброява (по текущата демографска статистика за населението) двама души.

## История

### Османско владичество
Селото е съществувало и през времето на Втората българска държава. Заварено е при завоюването на България от османските турци с българското му име, което се споменава в редица османски документи като Дебелджува (1479 г.), Дебелчова (1516 г.), Дебелчева (1485, 1541, 1548 и 1662 г.), Дебелче (втора половина на 16 век, 1618 и 1870 г.), Дебеличе (1635 г.) и други. През вековете под османско владичество селото има както периоди на демографски подем, така и на демографски упадък. Към средата на 16 век започва процес на ислямизация на местно християнско население, който, обаче, е бавен и незначителен и – продължил през цялата втора половина на 16 век, се оказва нетраен и неуспешен. След период на нов демографски упадък, особено в първата половина на 17 век, когато значителен брой семейства се изселват поради засиления икономически и религиозен натиск в района, през 18 и 19 век населението на Дебелцово нараства значително. Първото преброяване след Освобождението отчита население от 908 души, само българи.

### Църква
Църквата „Свети великомъченик Димитър“ е построена през 1844 г. със специален султански ферман от 1841 г. През 1954 г. църквата е обявена за паметник на културата. Поради обезлюдяването на селото през 1960-те години иконите, книгите и по-ценните вещи са отнесени в Преображенския манастир. Към 2018 г. е запазена само изградената от камък камбанария с разрушен покрив.

### Килийно училище
Килийно училище е открито през 1846 г., малко след построяването на църквата. Строеж на училищна сграда започва през 1856 г.

### Читалище
Народното читалище „Светлина“ в село Дебелцово е основано през ноември 1924 г. от 20 учредители. За читалищно помещение се определя стая в частна къща. За финансирането на читалището общината подарява на читалището 4,5 ha обработваема земя, а църквата му дарява 4 ha. Земята се отдава под наем и така се набират парични средства. Със същата цел през 1927 г. към читалището се открива бюфет – сладкарница. Просветната дейност на читалището се изразява във вечеринки, сказки, колективно четене на книги и статии, абонирането на вестници и раздаването на книги за прочит по домовете. В периода 1931 – 1932 г. се строи ново училище, като първият етаж на сградата се предоставя за ползване от читалище „Светлина“. През 1935 г. читалището има 79 членове и притежава 738 тома книги.

### Кредитна кооперация
Кооперацията е основана през януари 1919 г. с наименованието „Земеделско спестовно заемно сдружение „Надежда“ село Дебелцово. Впоследствие тя е преименувана на Кредитна кооперация „Надежда“, а по-късно – на Всестранна кооперация „Надежда“. Основната задача на кооперацията е да приучва членовете към спестовност и взаимно подпомагане, като на нуждаещите се членове се дават краткотрайни заеми с минимална лихва. Кооперацията снабдява членовете си и населението с най‑необходимите стоки от първа необходимост, като сол, газ, син камък и други на ниски цени. През 1925 г. кооперацията построява кооперативен дом с два магазина и канцелария, складове. Със завиряването на язовир "Александър Стамболийски“ част от земите на селото са залети и хората се изселват. Поради това дейността на кооперацията намалява и през 1954 г. тя се обединява с Потребителна кооперация „Наркооп“ – Севлиево, а след ликвидирането на „Наркооп“ – Севлиево кооперацията преминава с активите и пасивите си към кооперацията в село Градище.

### ТКЗС
През февруари 1956 г. се основава Трудово кооперативно земеделско стопанство „Втора петилетка“ – село Дебелцово, Габровско. С основаването си стопанството започва всестранна стопанска дейност, която се изразява в полевъдство, зеленчукопроизводство, овощарство, лозарство, ливадарство, коневъдство, отглеждане на едър рогат добитък, свиневъдство, овцевъдство, птицевъдство, пчеларство и други. То разкрива и коларо-железарска работилница, мандра и варница. Тази дейност стопанството развива до ликвидирането си, когато през януари 1959 г. става част от Обединено трудово кооперативно земеделско стопанство (ОТКЗС) – село Малки Вършец, а от март 1959 г. – част от ОТКЗС „9‑ти септември“ – село Градище.

### Други
При избухването на Балканската война в 1912 г. един човек от Дебелцово е доброволец в Македоно-одринското опълчение.
При завиряването на язовир „Александър Стамболийски“, освен заливането на част от земите на селото, е залят и единственият път, свързващ го със Севлиево и по тези причини Дебелцово бързо обезлюдява.